# Gmina Besko
Die Gmina Besko ist eine Landgemeinde im Powiat Sanocki der Woiwodschaft Karpatenvorland in Polen. Ihr Sitz ist das gleichnamige Dorf mit etwa 3700 Einwohnern.

## Gliederung
Zur Landgemeinde (gmina wiejska) Besko gehören neben Besko selbst Mymoń und Poręby mit einem Schulzenamt (sołectwo).

## Feste

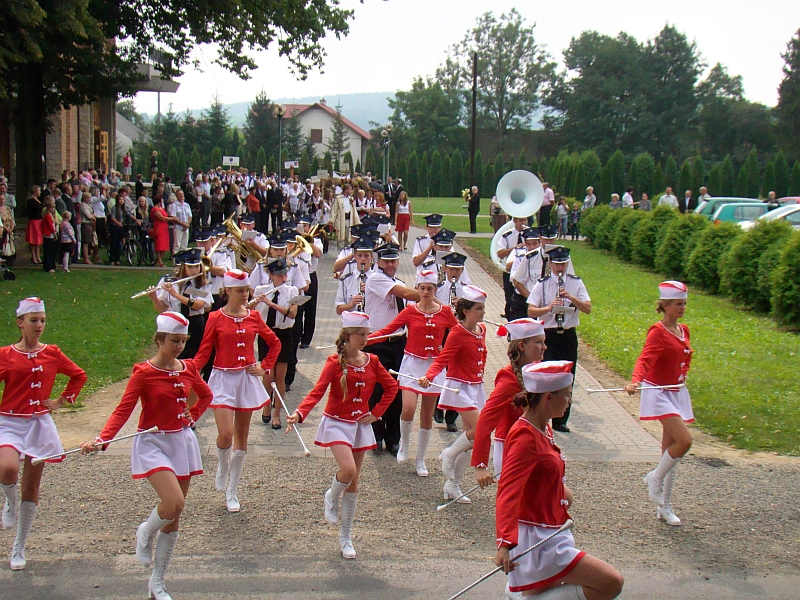
Festparade (2012)

Das Erntedankfest in Besko.